# Trosky
Trosky é uma cidade localizada no estado americano de Minnesota, no Condado de Pipestone.

## Demografia
Segundo o censo americano de 2000, a sua população era de 116 habitantes.
Em 2006, foi estimada uma população de 107, um decréscimo de 9 (-7.8%).

## Geografia
De acordo com o United States Census Bureau tem uma área de
4,3 km², dos quais 4,3 km² cobertos por terra e 0,0 km² cobertos por água.

## Localidades na vizinhança
O diagrama seguinte representa as localidades num raio de 16 km ao redor de Trosky.